# Cumania
Cumania là một từ đồng nghĩa và ngoại danh trong tiếng La Tinh dùng để chỉ Liên minh Cuman–Kipchak, là một bang liên bộ lạc ở phía Tây của Thảo nguyên Á-Âu, giữa thế kỷ X và XIII. Liên minh này bị thống trị bởi hai bộ lạc du mục gốc Turk: người Cuman (còn được gọi là người Polovtsian hoặc Folban) và người Kipchak. Cumania được biết đến trong các nguồn Hồi giáo với cái tên Desht-i Qipchaq, có nghĩa là "Thảo nguyên của Kipchak"; hoặc "đất lạ che chở cho người Kipchak", trong tiếng Ba Tư và al-Qumāniyīn trong tiếng Ả Rập. Các nguồn tài liệu của Nga gọi Cumania là "Thảo nguyên Polovtsian" (Polovetskaia Step), hay "Đồng bằng Polovtsian" (Pole Polovetskoe).
Một thực thể khác, có tổ chức hơn mà sau này được gọi là Hãn quốc Kim Trướng cũng được biên niên sử người Armenia Hethum (Hayton) xứ Korykos gọi là "Comania".:38 "Cumania" cũng là nguồn gốc của các tên hoặc tên thay thế, đối với một số khu vực nhỏ hơn - một số trong số đó không có mối liên hệ về mặt địa lý với khu vực liên minh - nơi người Cuman và/hoặc người Kipchak định cư, chẳng hạn như khu vực lịch sử Kunság ở Hungary và Giáo phận Công giáo La Mã Cumania cũ (ở Romania và Hungary). Hethum xứ Korykos mô tả Cumania là "hoàn toàn bằng phẳng và không có cây cối".:38 Ibn Battuta nói về Cumania, "Vùng hoang dã này xanh tươi và đầy cỏ, không có cây cối, cũng không có đồi núi, cao hay thấp ... không có phương tiện du hành trong sa mạc này ngoại trừ đi bằng xe ngựa." Người cùng thời với Battuta là Hamdallah Mustawfi, đã trình bày chi tiết như sau:
"Đây là Clime thứ sáu, đồng bằng của nó có đồng cỏ tuyệt vời ... nhưng ở đây có ít nhà cửa, thị trấn hoặc làng mạc. Hầu hết cư dân là những người du mục ở vùng đồng bằng ... Hầu hết đất đai ở đây là đầm lầy ... tuy nhiên, đồng cỏ rất tuyệt vời, ngựa và gia súc rất nhiều, và dân số phần lớn sống dựa vào sản phẩm của chúng. Khí hậu lạnh và nước của họ đến từ các suối và giếng.":40